# Jardin botanique de Sannois des Plantes Médicinales
Le Jardin botanique de Sannois des Plantes Médicinales est un jardin botanique de plantes médicinales situé dans le quartier Pasteur à Sannois, dans le Val-d'Oise, en Île-de-France.

## Historique
Le jardin botanique, de statut privé, a été créé en 1985 par l'association Découverte et Connaissance de la Nature 95 et inauguré en 1986.

## Présentation
Il contient une grande collection de plusieurs dizaines de plantes médicinales et est un lieu d'observation d'oiseaux. Sa visite est gratuite.